# اونیسی پایوا
ماریا لوکْرِسیا اِونیسی فاسیولا پایوا (پرتغالی: Maria Lucrécia Eunice Facciolla Paiva؛ ۷ نوامبر ۱۹۲۹ – ۱۳ دسامبر ۲۰۱۸) وکیل و فعال برزیلی بود که با دیکتاتوری نظامی برزیل مبارزه کرد. پس از آنکه رژیم دیکتاتوری نظامی برزیل همسرش، روبنس پایوا (نماینده سابق فدرال) را بدون هیچ توضیحی ناپدید کرد، اونیسی مجبور شد برای تأمین زندگی خود و فرزندانش اقدام کند. او در دانشگاه مک‌کنزی در رشته حقوق تحصیل کرد و پس از فارغ‌التحصیلی، به یکی از چهره‌های برجسته دفاع از حقوق بشر تبدیل شد. او با پشتکار برای افشای اسناد محرمانه دیکتاتوری نظامی تلاش کرد و در ادامه، به یکی از مدافعان سرسخت حقوق بومی‌های برزیل تبدیل شد.